# 莫基伊斯特利
莫基伊斯特利 (或“Moquihuixtli”) (?-1473年)是特拉特洛尔科的第4任特拉托阿尼。他在1473年与特諾奇提特蘭的军事冲突中死亡。
莫基伊斯特利之妻为Chalchiuhnenetzin，是特诺奇提特兰统治者阿沙亚卡特尔的妹妹。然而据说莫基伊斯特利经常忽视Chalchiuhnenetzin，暗指他有别的女人。
1978年在特诺奇提特兰遗迹附近的大神庙出土的罌被认为属于莫基伊斯特利。

## 引注
1. ↑  Umberger (2007).